# Джілл Генселвуд
Джілл Генселвуд  (англ. Jill Henselwood, 1 листопада 1962) — канадська вершниця, олімпійська медалістка.

## Виступи на Олімпіадах
| Олімпіада  | Дисципліна       | Місце |
| ---------- | ---------------- | ----- |
| Пекін 2008 | конкур, особисті | 22    |
| Пекін 2008 | конкур, командні | 2     |